# Wilhelmsbad

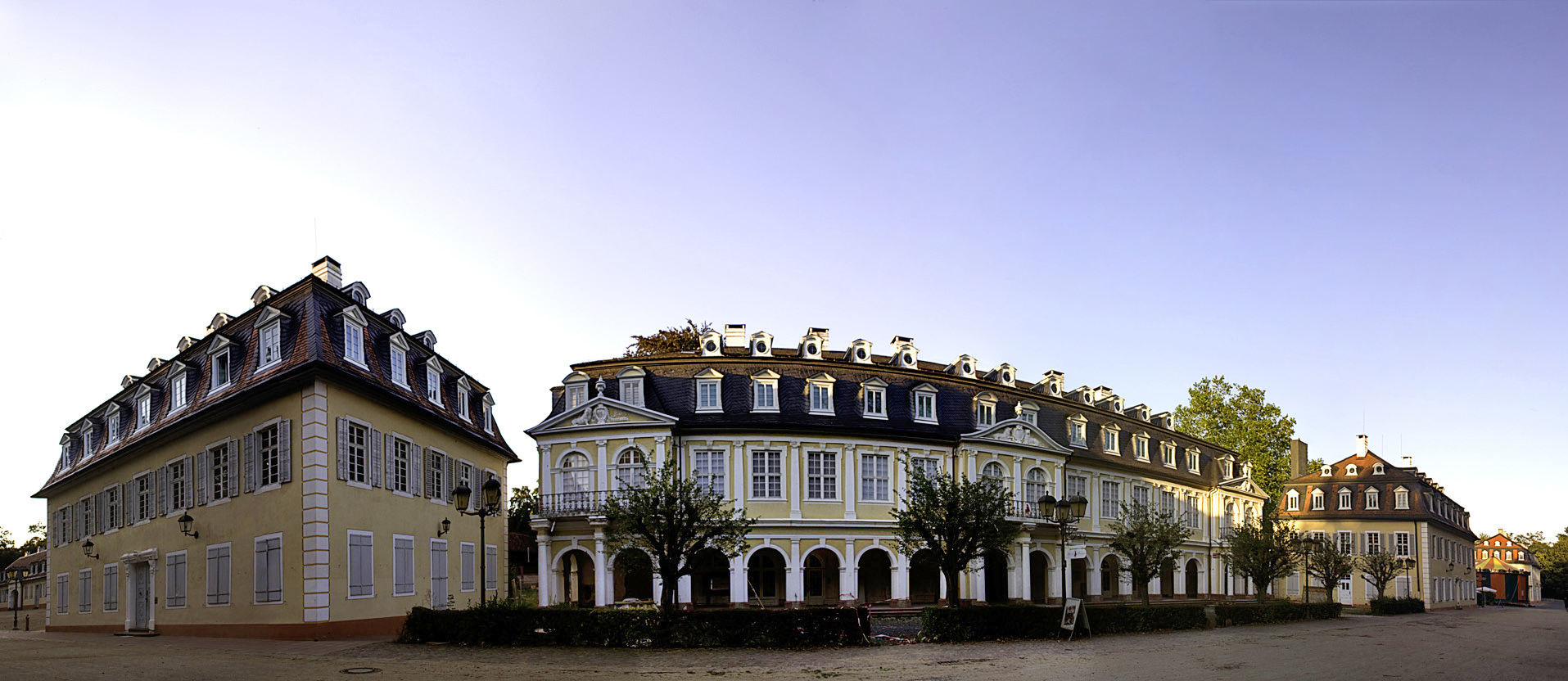
Kurgebäude

Der Staatspark Wilhelmsbad ist eine ehemalige Kuranlage mit Park in Hanau und bildet heute den gleichnamigen Stadtbezirk im Stadtteil Nordwest.
Wilhelmsbad ist geprägt von dem historischen Gebäudeensemble der ehemaligen Kuranlage, die von einem weitläufigen Landschaftspark umgeben wird. Im Süden und Südosten schließt sich das Wilhelmsbader Villenviertel an. Die Gegend zählt zu den teuersten in der Brüder-Grimm-Stadt, hier leben knapp 300 Einwohner.

## Geschichte
Nach der Gründungssage fanden zwei Kräuterfrauen 1709 eine Quelle im Wald, der aufgrund ihrer reichhaltigen Mineralisation eine heilende Wirkung zugesprochen wurde.
Die Bade- und Parkanlage wurde im Wesentlichen in den Jahren 1777 bis 1785 und auf Geheiß des von 1764 bis 1785 in Hanau residierenden Erbprinzen und regierenden Grafen von Hanau, Wilhelm IX./I. von Hessen-Kassel (1743–1821), errichtet. Architekt war Franz Ludwig Cancrin, der auch den Bau des Karussells (siehe unten) leitete. Nach nur anderthalbjähriger Bauzeit fand am 3. Juni 1779 die feierliche Eröffnung statt. Finanziert wurde der Bau Wilhelmsbads mit seinem weitläufigen Park durch die Vermietung hessischer und Hanauer Soldaten an den britischen König, den Onkel des Erbprinzen. In den 1780er Jahren wurde in der Nähe zum Staatspark der Wilhelmsbader Hof errichtet.
Aus zwei Gründen blieb Wilhelmsbad von Modernisierungen weitgehend verschont: Schon während der Blütezeit im späten 18. Jahrhundert war festgestellt worden, dass es der hier entdeckten Mineralquelle an Heilkraft mangelte, 1815 versiegte sie obendrein. Heilwasser wurde zum Trinken und für Bäder aus Bad Nauheim herangeholt, ein Verfahren, das sich bald als unwirtschaftlich erwies. 1857 wurde der Kurbetrieb eingestellt. Das Brunnenhäuschen im zeitgenössischen, klassizistischen Stil befindet sich direkt gegenüber dem Kurgebäude. 1785 war zudem der Erbauer und Namensgeber der Anlage, Erbprinz Wilhelm IX., nach Kassel gezogen, wo er als Landgraf, ab 1803 Kurfürst Wilhelm I. regierte. Mit seinem Weggang verlor Wilhelmsbad an Attraktivität für die feine Gesellschaft.
Heute finden in Wilhelmsbad keine Kuren mehr statt. Die Anlage wandelte sich zum Erholungs- und Vergnügungsort der Hanauer. Wilhelmsbad ist ein Bau- und Gartenkunstwerk und steht seit 1974 unter Denkmalschutz. Seine Instandsetzung und Pflege erfolgt nach dem 2002 verfassten Parkpflegewerk.
Der Staatspark befindet sich in der Verwaltung der Staatlichen Schlösser und Gärten Hessen.

## Parkgelände

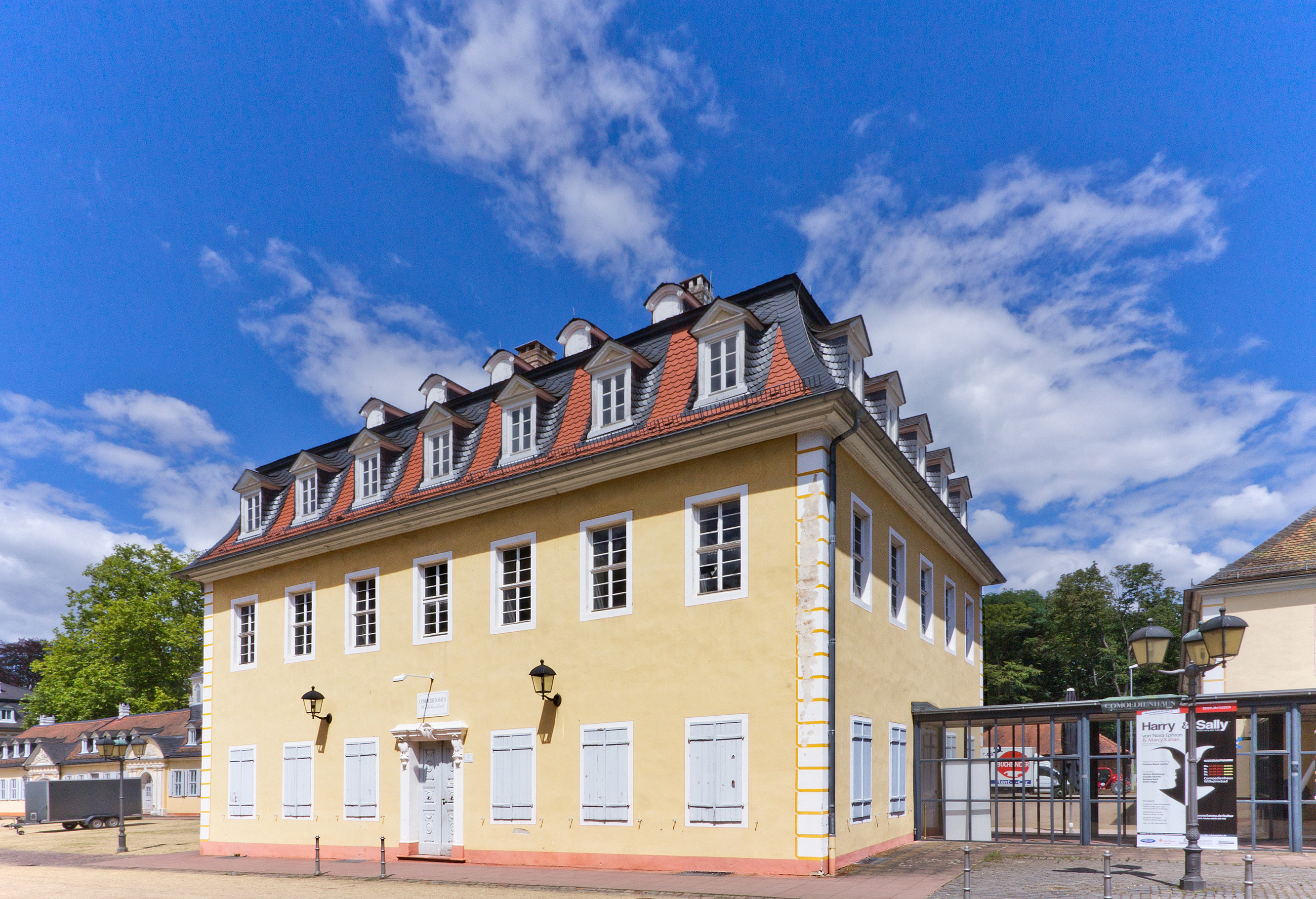
Eingang zum Comoedienhaus

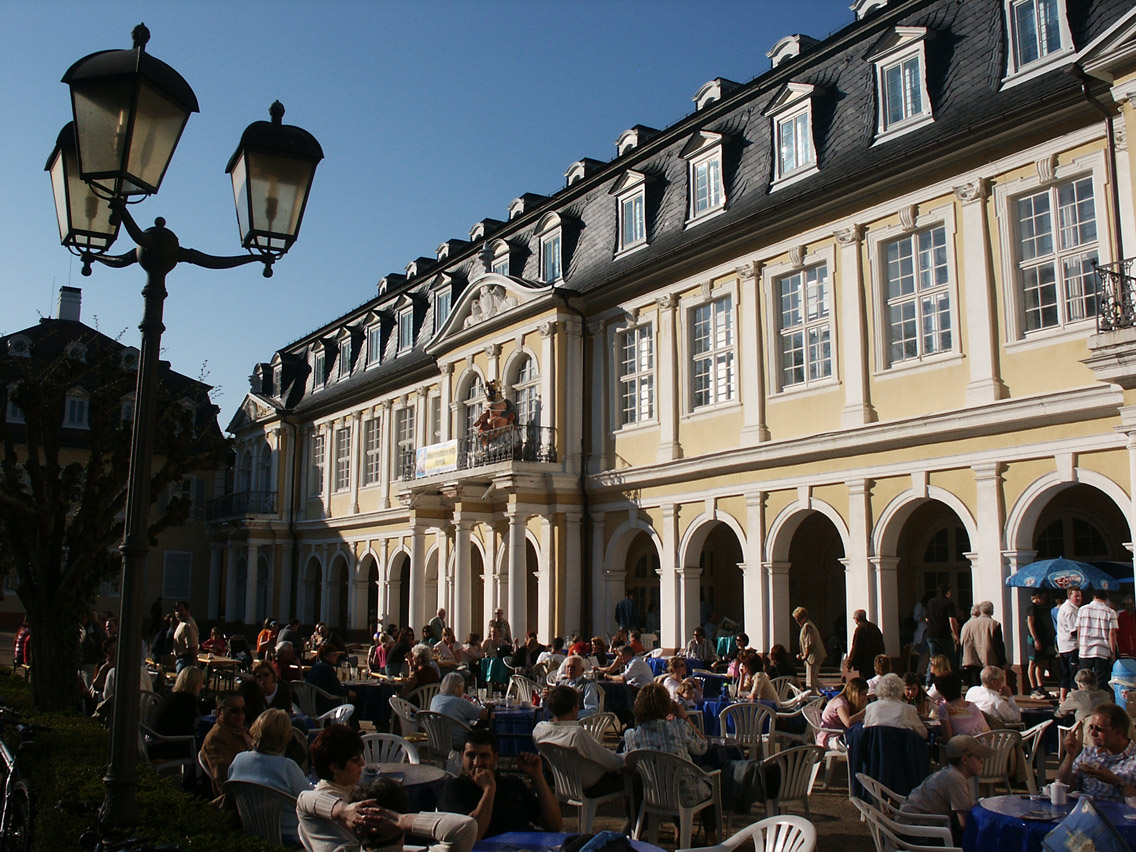
Ehemaliges Kurgebäude

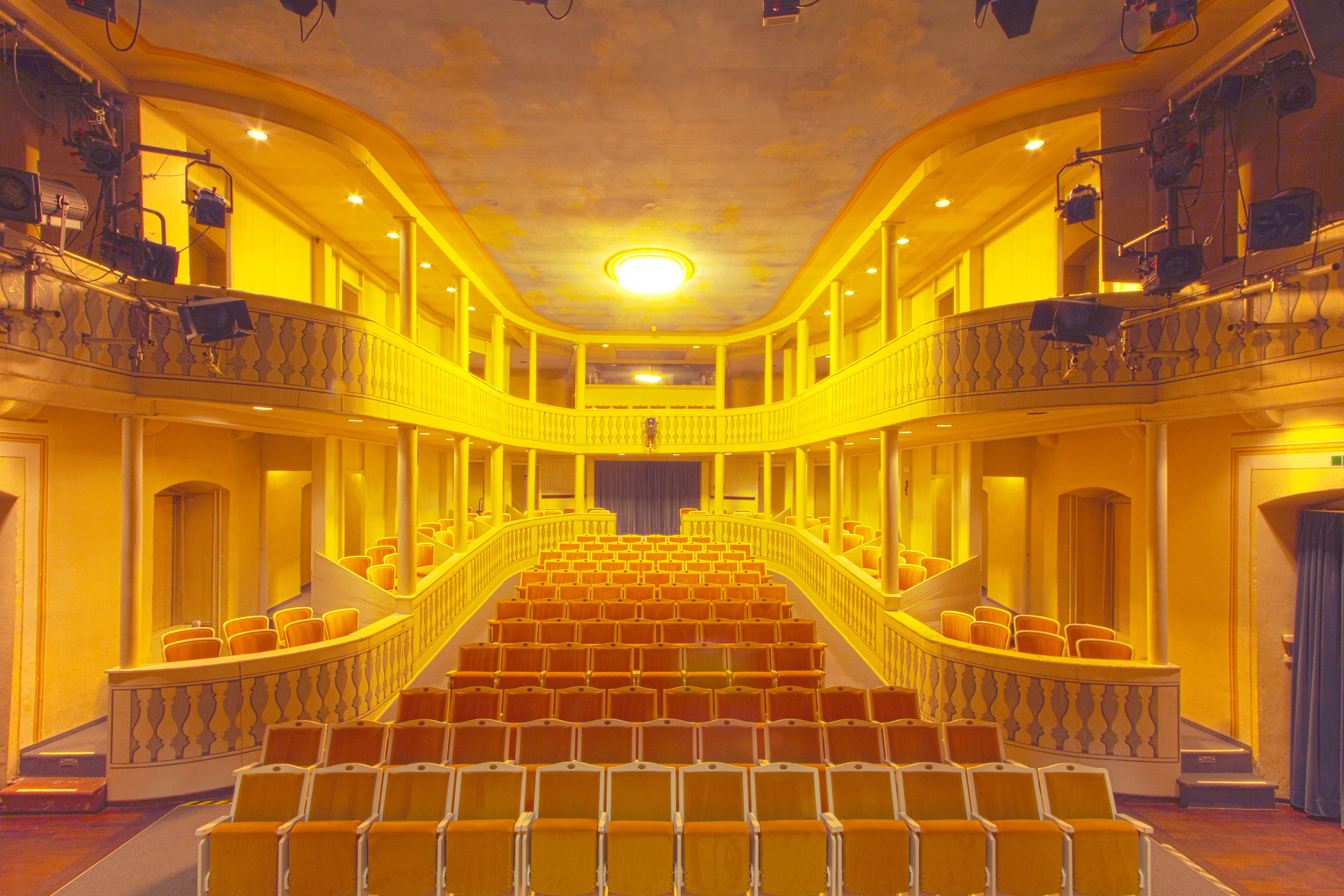
Comoedienhaus – Blick von der Bühne

Der Park der Wilhelmsbader Kuranlage ist als englischer Landschaftspark gestaltet und mit zahlreichen „Sensationen“ ausgestattet: Karussell, Ruine, Comoedienhaus, Felsengänge, Eremitage, Teufelsbrücke, Pyramide, Schneckenberg und Spielgeräten. Für die Anlage des Teiches mussten mehrere Bäche umgeleitet werden. Er wird heute vom Braubach durchflossen.
Zur Ausstattung von Wilhelmsbad gehört ferner ein Minigolfplatz, mehrere Restaurants und Cafés.
Im Norden, in der Fasanerie, befindet sich einer der ältesten Golfplätze Hessens, im Westen schließt sich der Reiterhof Wilhelmsbader Hof an.

### Comoedienhaus
Das 1781 für Wilhelm von Hessen-Kassel errichtete Comoedienhaus ist eines der wenigen historischen Theater in Deutschland, in dem barocke Bühnenmaschinerie und historische Bühnenbilder erhalten sind. 1968 wurde das Theater restauriert.

### Karussell
Eine der größten Attraktionen ist das historische Karussell. Es wurde 1780 errichtet und ist seit 2016 – zum ersten Mal seit der Beschädigung im Zweiten Weltkrieg – wieder in Betrieb. 

### Künstliche Burgruine

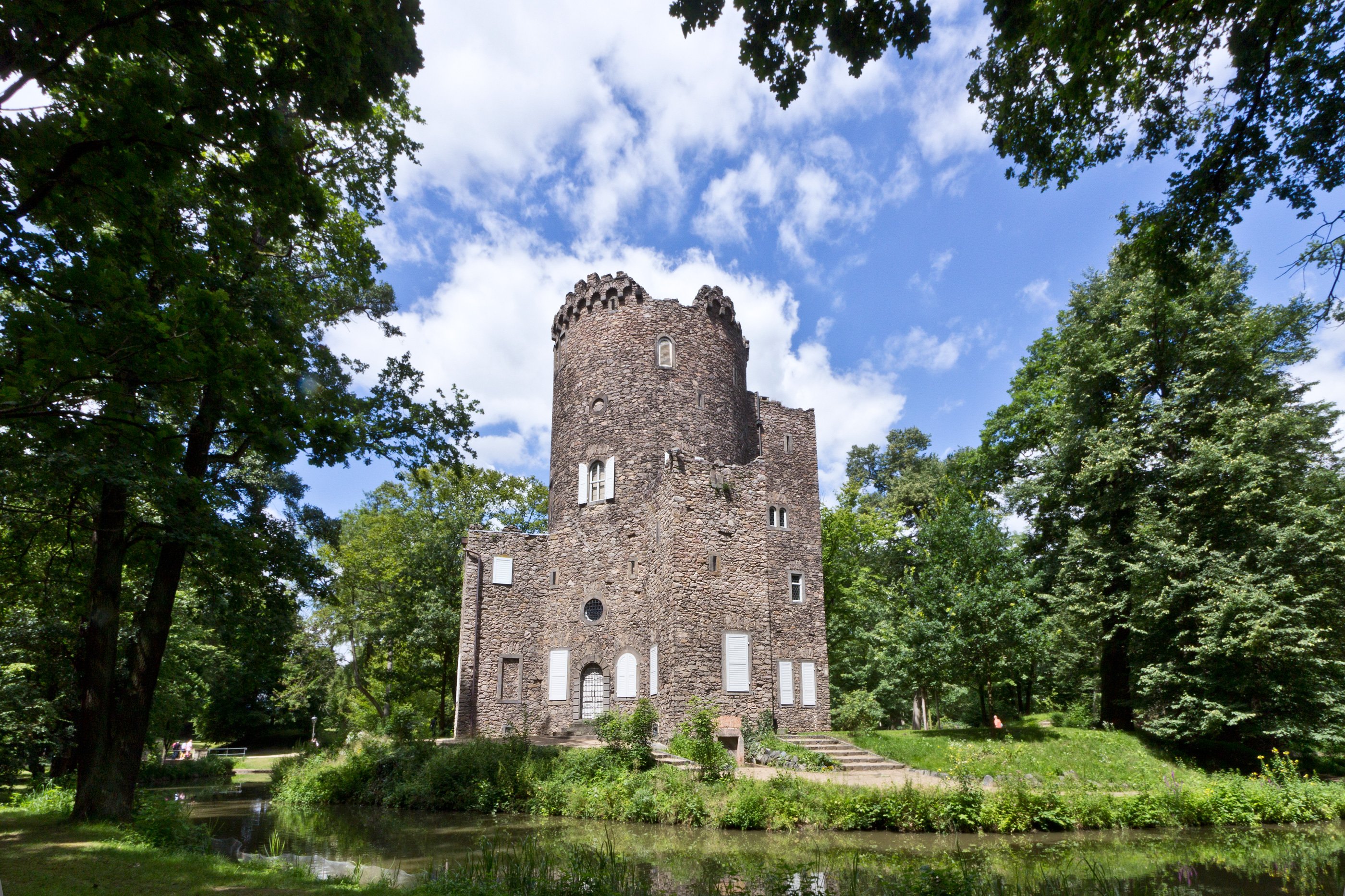
„Burgruine“ in der Kuranlage

Im Turm der künstlichen Ruine versteckt sich ein Lustschlösschen mit elegantem Wohnappartement und prachtvollem Kuppelsaal. Diese privaten Wohnräume des Erbprinzen präsentieren sich heute restauriert in ihrem historischen Zustand. Der spätere Landgraf Wilhelm IX. von Hessen-Kassel ließ den Bau ab 1779 errichten, und damit als Vorgängerbau seiner ab 1793 erbauten Löwenburg (Kassel). Beide Bauten gelten kunstgeschichtlich als wegweisend, da sie die ersten künstlichen „Ruinen“ Deutschlands waren und zu den ersten bedeutenden Gebäuden der hiesigen Neugotik zählen.

### Pyramide

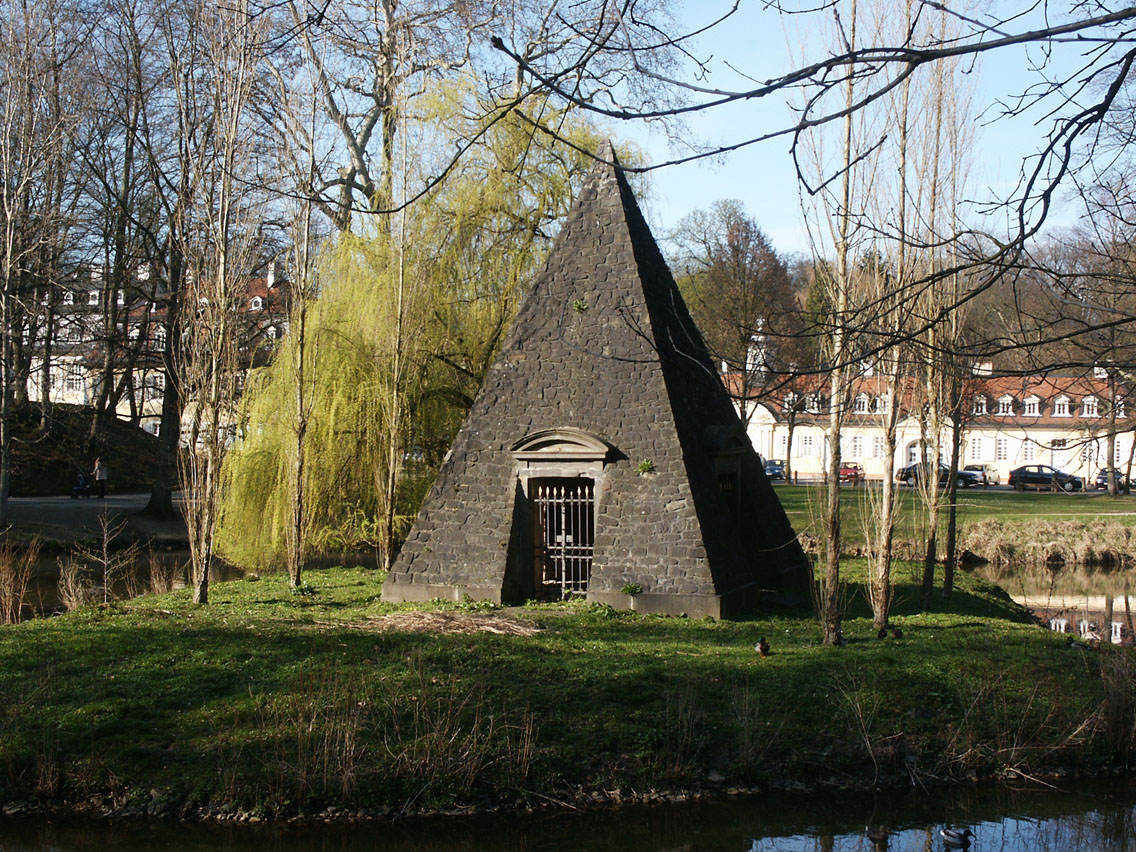
Pyramide zum Andenken an Prinz Friedrich

Die vierseitige Pyramide steht auf einer Insel im Teich der Parkanlage. Nach jeder Seite öffnet sich ein vergittertes Tor. In der Mitte der Pyramide stand eine Urne aus Marmor, die jedoch Mitte der 1980er Jahre von bis heute Unbekannten gestohlen wurde. Die Pyramide wurde im Andenken an Prinz Friedrich (1772–1784) errichtet, den ältesten Sohn des Landgrafen Wilhelm IX., der bereits im Alter von knapp zwölf Jahren starb. Er ist in der Marienkirche in Hanau bestattet. Bei einer Öffnung des Sarges 1879 fand sich darin auch eine Büchse in Herzform, die wohl das Herz des Prinzen enthielt. Die Legende, dass das Herz in der Urne in der Pyramide bestattet sei, ist damit wohl unzutreffend.

### Eremitage
Die höhlenartige Eremitage wurde 1785–1788 eingerichtet. Schon damals war sie mit einer Eremiten-Figur ausgestattet. Die heutigen Figuren, ein Eremit und ein Reh, stammen von 1982, als ein Bühnenbildner des Hessischen Rundfunks die Eremitage neu einrichtete.

### Bahnhof
Im 19. Jahrhundert erhielt die Anlage – damals schon beliebtes Ausflugsziel, auch aus dem benachbarten Frankfurt am Main – einen eigenen Bahnhof, heute: Hanau-Wilhelmsbad, an der Frankfurt-Hanauer Eisenbahn.

### Puppen- und Spielzeugmuseum
Seit 1983 zeigt in den Räumen des Kurgebäudes das Hessische Puppen- und Spielzeugmuseum seine Sammlung.

## Historische Ereignisse in Wilhelmsbad
Wilhelmsbad war im Sommer 1782 Schauplatz des Freimaurerkonvents der Strikten Observanz. Auf Einladung des Herzogs Ferdinand von Braunschweig trafen sich rund fünfzig Tage lang 35 Vertreter von Freimaurerlogen aus Frankreich, Italien, Dänemark, der Schweiz und dem Habsburgerreich, um Streit zu schlichten und das System des Freimaurertums zu reformieren. Eine Einigung scheiterte.
Am 22. Juni 1832 fand in der Nachfolge des Hambacher Festes in Wilhelmsbad ein politisches Volksfest mit 8.000 bis 10.000 Teilnehmern statt. Hauptredner war der Heidelberger Student und Burschenschafter Karl Heinrich Brüggemann, der 1834 in Preußen zum Tode verurteilt, später jedoch zu Festungshaft begnadigt und 1840 amnestiert wurde. Weitere Redner waren die Darmstädter Demokraten Theodor Reh und Friedrich Wilhelm Schulz sowie Georg Fein, Vormärzpolitiker und Redakteur der liberal-demokratischen Zeitung Deutsche Tribüne.
Unter dem Druck der Opposition, die sich in der Landeshauptstadt Kassel gegen die reaktionäre Politik von Kurfürst Friedrich Wilhelm I. und seinen führenden Minister Ludwig Hassenpflug aufgebaut hatte, wichen Landesherr und Regierung 1850 nach Wilhelmsbad aus und erklärten es zur Hauptstadt des Kurfürstentums. Dies dauerte bis Anfang 1851 an.

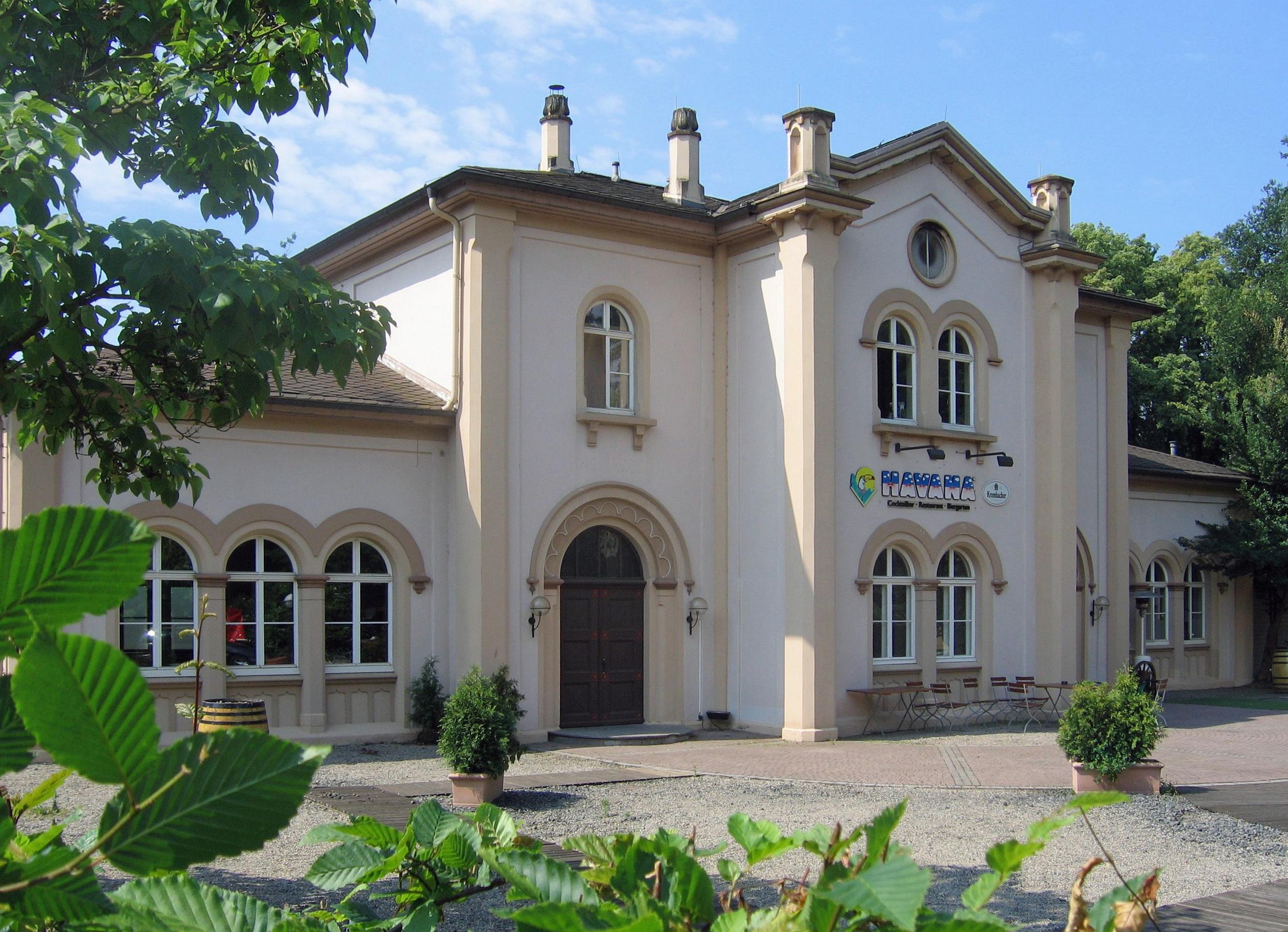
Bahnhof Wilhelmsbad an der Strecke Hanau – Frankfurt